# ستانفورد المستدير

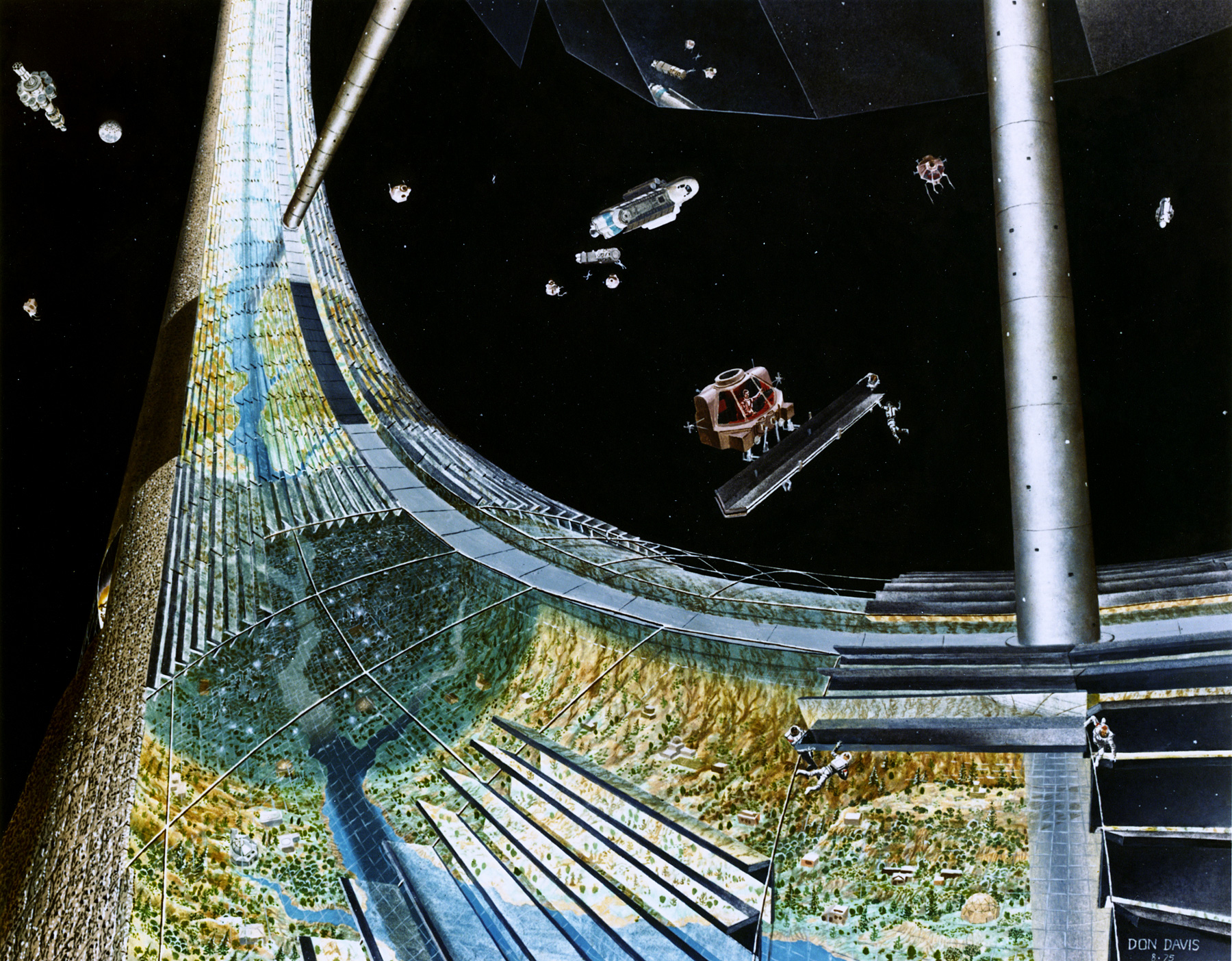
مشهد خارجي للستانفورد المستدير

ستانفورد المستدير (بالإنجليزية: Stanford torus)‏ وهو نموذج أولي من ثمانينات القرن العشرين لصالح ناسا لمحطة فضائية تكون مدينة عملاقة ذاتية العيش.
تم اقتراح ستانفورد المستدير خلال دراسة وكالة ناسا الصيفية لعام 1975، التي أجريت في جامعة ستانفورد، بغرض استكشاف وتكهن التصاميم لمستعمرات الفضاء المستقبلية، (اقترح جيرارد أونيل لاحقًا جزيرة وت أو كرة برنال كبديل للمستدير). ويشير مصطلح "حلقة ستانفورد" فقط إلى هذه النسخة المعينة من التصميم، حيث تم اقتراح مفهوم محطة فضائية دوارة على شكل حلقة من قبل كونستانتين تسيولكوفسكي ("مدينة بوبليك"، 1903) وهيرمان بوتوشنيك (1923) أو فيرنر فون براون (1952)، من بين آخرين.

## معرض صور

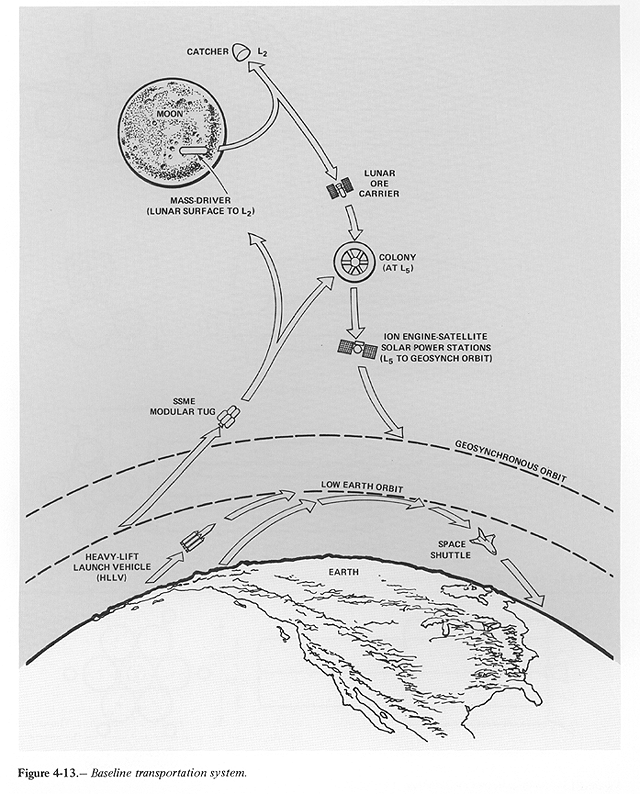
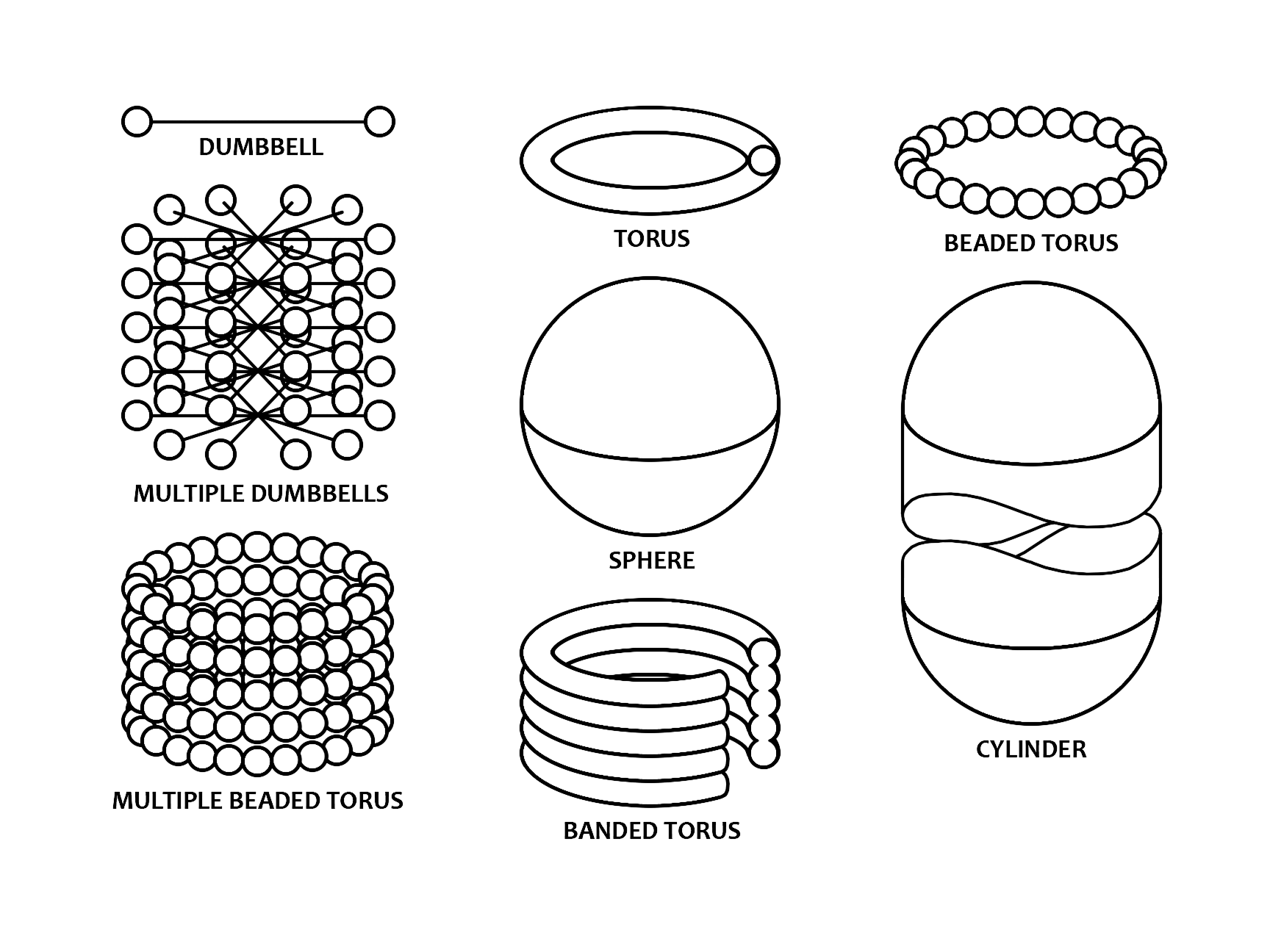
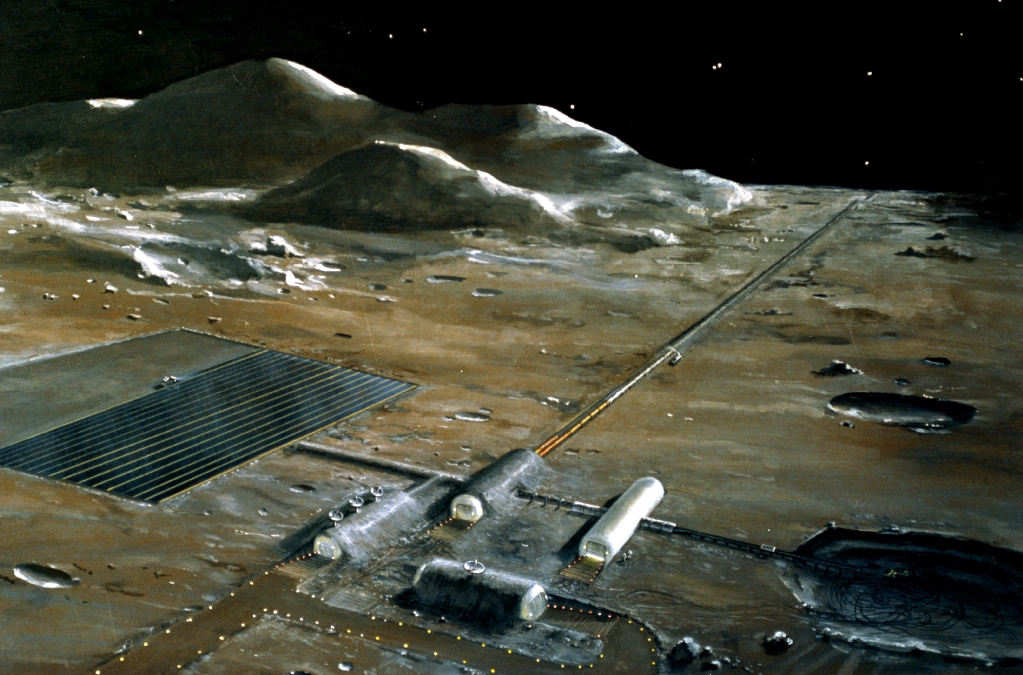
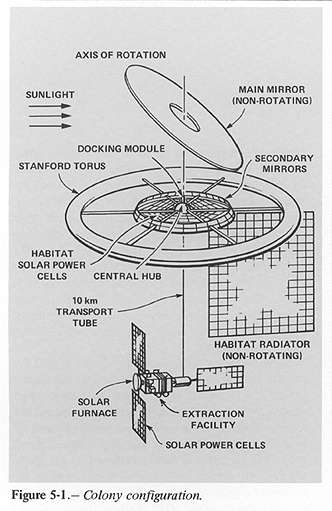
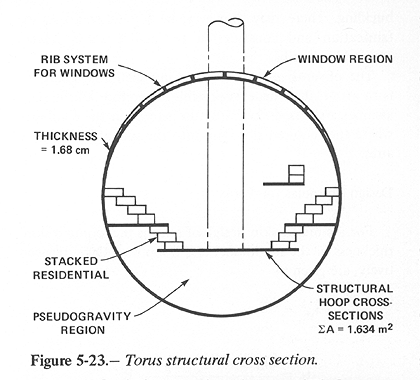